# Wollerich
Wollerich was een restaurant gevestigd in Sint-Oedenrode, Nederland. Het restaurant had een Michelinster in de periode 1997-2007 en kreeg de ster terug in 2010. GaultMillau kende het restaurant 17 van de maximaal 20 punten toe.
Chef-kok was Gerard Wollerich, die aanvankelijk in De Lindehof in Nuenen werkte, en daar in 1992 een michelinster had behaald. In 1995 begon hij restaurant Wollerich in een voormalig notariskantoor in het centrum van Sint-Oedenrode. Twee jaar later had hij een ster in zijn eigen zaak.
Het verlies van de ster in 2008, ondanks de stijging in score bij Gault Millau, was een onprettige verrassing voor het bedrijf. De ster werd in 2010 opnieuw toegekend.
Wollerich is lid van de Alliance Gastronomique Néerlandaise. In 2016 won hij de Gouden Koksmuts, een vakwedstrijd voor toprestaurants.
In 2023 verkochten Meriam en Gerard Wollerich hun zaak en werd het restaurant gesloten.